# William Rubinstein
 (février 2023).
Si vous disposez d'ouvrages ou d'articles de référence ou si vous connaissez des sites web de qualité traitant du thème abordé ici, merci de compléter l'article en donnant les références utiles à sa vérifiabilité et en les liant à la section « Notes et références ».
En pratique : Quelles sources sont attendues ? Comment ajouter mes sources ?
Pour les articles homonymes, voir Rubinstein.
William D. Rubinstein, né le 12 août 1946 à New York et mort le 1er juillet 2024, est un historien et auteur américain. Son ouvrage le plus connu, Men of Property: The Very Wealthy in Britain Since the Industrial Revolution, retrace l'ascension des « super riches », une classe qu'il considère en expansion exponentielle.

## Début de sa vie
William D. Rubinstein naît à New York et étudie au Swarthmore College et à l'Université Johns-Hopkins aux États-Unis.

## Carrière
Rubinstein travaille à l'Université de Lancastre en Angleterre de 1974 à 1975, à l'Université nationale australienne de Canberra de 1976 à 1978, à l'Université Deakin de Victoria, en Australie, de 1978 à 1995, et de 1995 à 2011 à l'Université d'Aberystwyth, au Pays de Galles. À Deakin, il occupe une chaire personnelle d'histoire et à Aberystwyth, il est professeur d'histoire. Il est plus récemment professeur adjoint à l'Université Monash de Melbourne.
Il est membre de l'Académie australienne des sciences humaines, de l'Académie des sciences sociales d'Australie et de la Royal Historical Society.
Il est élu président de la Société historique juive d'Angleterre de 2002 à 2004 et est l'éditeur des articles sur la Grande-Bretagne et le Commonwealth (sauf le Canada) de l'ouvrage de référence The Encyclopaedia Judaica. Il est rédacteur fondateur (de 1988 à 1995) du Journal of the Australian Jewish Historical Society (Victoria). Il est l'un des fondateurs de l'Association australienne des études juives (créée en 1987) et en est le président en 1989-1991.
Dans la liste des distinctions honorifiques de l'anniversaire de la reine australienne 2022, il reçoit la médaille de l'Ordre d'Australie (OAM) pour ses services à l'enseignement supérieur.

## Carrière d'auteur
Rubinstein est très largement publié, ses essais et articles sont parus dans divers livres et périodiques savants en Australie et à l'étranger. Ses livres sont traduits en finnois, russe, français, hébreu, italien, chinois et japonais. Il est particulièrement connu pour ses recherches sur les classes détentrices de richesses dans la Grande-Bretagne moderne, en utilisant des registres d'homologation et d'autres impôts, dans des ouvrages tels que Men of Property: The Very Wealthy in Britain Since the Industrial Revolution (1981) et Capitalism, Culture. et Decline in Britain, 1750–1990 (1991; traduction japonaise, 1997). Plus récemment, il co-écrit (avec Philip Beresford ) The Richest of the Rich (2007), un récit des 250 personnes les plus riches de l'histoire britannique depuis la conquête normande. Il est l'auteur de The All-Time Australian 200 Rich List (2004).
Spécialiste de l'histoire juive moderne, il écrit à ce sujet A History of the Jews in the English-Speaking World: Great Britain (1996) et l'ouvrage controversé The Myth of Rescue (1997), qui soutient que les Alliés ne pouvaient pas sauver plus de Juifs pendant l'Holocauste. Le célèbre historien Arthur Meier Schlesinger Jr., dans une citation fournie par l'éditeur sur la jaquette du livre, le décrit comme « un travail de critique historique imposant », ajoutant que « l'analyse rigoureuse du professeur Rubinstein d'une période terrible de l'histoire humaine devrait mettre fin au débat long et naturellement émouvant sur la possibilité de sauver davantage de victimes de l'Holocauste d'Hitler ». Également sur la jaquette se trouve une citation de William vanden Heuvel, alors président du conseil d'administration du Roosevelt Institute à New York, décrivant le livre comme « une contribution des plus importantes à la discussion sur le rôle et la responsabilité de l'Amérique concernant l'Holocauste ». L'historien de l'Holocauste David Cesarani qualifie le mythe du sauvetage de « polémique qui s'estompera rapidement, tandis que la bourse monumentale qu'il cherche à dénigrer sera toujours consultée par les historiens et les étudiants pour les années à venir ». Rubinstein qualifie les vues de Cesarani sur le sujet de « totalement dépourvues d'équilibre ou de contexte historiques ». Rubinstein apparaît dans plusieurs documentaires historiques sur l'Holocauste, dont Secrets of the Dead: Bombing Auschwitz de la BBC, qui est diffusé aux États-Unis sur le réseau PBS en janvier 2020.
Rubinstein fait également des recherches sur des sujets discutés par des historiens amateurs mais ignorés par les universitaires. Il a également exploré le sujet de savoir qui a écrit les œuvres de Shakespeare dans un livre qu'il a co-écrit avec Brenda James, The Truth Will Out (2005), qui émet l'hypothèse que Sir Henry Neville (vers 1562-1615), un député élisabéthain et ambassadeur en France, est le véritable auteur des œuvres de Shakespeare.
Son épouse Hilary L. Rubinstein est également historienne.